# 中通島
中通島（日语：／ Nakadōrijima */?）是位於日本長崎縣西部的五島列島中的一個島嶼，在行政區劃上屬於長崎縣南松浦郡新上五島町。中通島面積約168.34平方公里，是五島列島主要島嶼中最東端的島嶼，也是僅次於福江島的第二大島。在日本的島嶼中面積略小於利尻島，排名第19位。2010年人口普查時，島上有人口20,167人。